# Harry Potter och fången från Azkaban (film)
Harry Potter och Fången från Azkaban är en brittisk film från 2004, som bygger på J.K. Rowlings tredje Harry Potter-bok med samma namn.

## Om filmen
Filmen bygger på en roman av J.K. Rowling, se Harry Potter och fången från Azkaban. Den är regisserad av Alfonso Cuarón och musiken är komponerad av John Williams.
Ian Mckellen blev erbjuden rollen som Albus Dumbledore efter att Richard Harris avlidit, men tackade nej.

## Rollista i urval
| Roll               | Skådespelare       | Svensk Röst      |
| ------------------ | ------------------ | ---------------- |
| Harry Potter       | Daniel Radcliffe   | Niels Pettersson |
| Ron Weasley        | Rupert Grint       | Jesper Adefelt   |
| Hermione Granger   | Emma Watson        | Jasmine Heikura  |
| Walden Macnair     | Peter Best         | –                |
| Argus Filch        | David Bradley      | Mikael Roupé     |
| Madam Rosmerta     | Julie Christie     | Beatrice Järås   |
| Rubeus Hagrid      | Robbie Coltrane    | Allan Svensson   |
| Filius Flitwick    | Warwick Davis      | Dick Eriksson    |
| Dean Thomas        | Alfred Enoch       | Emil Smedius     |
| Draco Malfoy       | Tom Felton         | Lucas Krüger     |
| Marjorie Dursley   | Pam Ferris         | Eva Fritjofson   |
| Tjocka damen       | Dawn French        | Sharon Dyall     |
| Albus Dumbledore   | Michael Gambon     | Torsten Wahlund  |
| Ernie Prang        | Jimmy Gardner      | –                |
| Pansy Parkinson    | Genevieve Gaunt    | –                |
| Vernon Dursley     | Richard Griffiths  | Lars Amble       |
| Cornelius Fudge    | Robert Hardy       | Guy de la Berg   |
| Skrumpet huvud     | Lenny Henry (röst) | Daddy Boastin'   |
| Gregory Goyle      | Joshua Herdman     | Tobias Swärd     |
| Stan Shunpike      | Lee Ingleby        | Gustaf Skarsgård |
| Neville Longbottom | Matthew Lewis      | Adam Giertz      |
| Dudley Dursley     | Harry Melling      | Tin Carlsson     |
| Seamus Finnigan    | Devon Murray       | Emil Sjöström    |
| Sirius Black       | Gary Oldman        | Peter Sjöquist   |
| Fred Weasley       | James Phelps       | Leo Hallerstam   |
| George Weasley     | Oliver Phelps      | Leo Hallerstam   |
| Percy Weasley      | Chris Rankin       | Ole Ornered      |
| James Potter       | Adrian Rawlins     | –                |
| Severus Snape      | Alan Rickman       | Adam Fietz       |